# Gängletorp
Gängletorp is een plaats in de gemeente Karlskrona in het landschap Blekinge en de provincie Blekinge län in Zweden. De plaats heeft 276 inwoners (2005) en een oppervlakte van 47 hectare.